# 阿尔巴斯苏木
阿尔巴斯苏木，是中华人民共和国内蒙古自治区鄂尔多斯市鄂托克旗下辖的一个乡镇级行政单位。

## 行政区划
阿尔巴斯苏木下辖以下地区：
脑高岱嘎查、敖伦其日嘎嘎查、乌兰其日嘎嘎查、呼和陶勒盖嘎查、巴音乌素嘎查、乌兰乌素嘎查、布隆嘎查、阿如布拉格嘎查、陶利嘎查、赛音乌素嘎查、巴音陶勒盖嘎查、希尼其日嘎嘎查、哈图嘎查和马新布拉格嘎查。